# Victor Babiuc

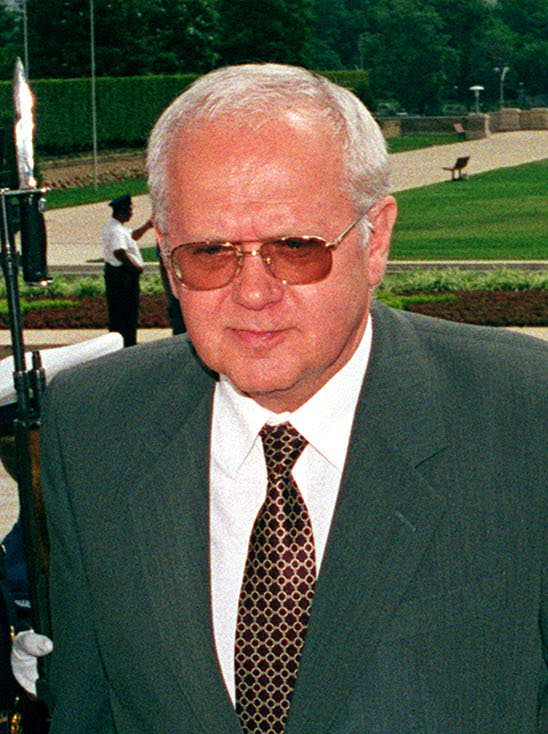
Victor Babiuc (29. Juni 1999)

Victor Babiuc (* 3. April 1938 in Răchiți, Kreis Botoșani; † 25. Februar 2023) war ein rumänischer Jurist und Politiker der Front zur Nationalen Rettung FSN (Frontul Salvării Naționale), der Demokratischen Partei PD (Partidul Democrat) sowie der Nationalliberalen Partei PNL (Partidul Național Liberal), der Mitglied der Abgeordnetenkammer (Camera Deputaților) sowie zwischen 1990 und 1991 Justizminister war. Er war des Weiteren von 1991 bis 1992 Innenminister sowie 1996 bis 1998 und erneut zwischen 1998 und 2000 Verteidigungsminister.

## Leben

### Abgeordneter, Justiz- und Innenminister
Victor Babiuc absolvierte ein Studium der Rechtswissenschaften an der Juristischen Fakultät der Universität Bukarest und war nach dessen Abschluss zwischen 1958 und 1963 Schiedsmann am Staatlichen Schiedsgericht Brașov. Im Anschluss war er von 1963 bis 1965 und erneut von 1966 bis 1968 Juristischer Berater des Staatsunternehmens Tractorul Braşov sowie zwischenzeitlich von 1965 bis 1966 Richter am Städtischen Volksgericht (Tribunalul Popular) von Braşov. Er erwarb einen Doktor der Rechte an der Universität Bukarest und fungierte zwischen 1968 und 1971 als Berater am Zentralen Staatlichen Schiedsgericht. Im Anschluss war er zwischen 1971 und 1977 erst Rechtsberater und zuletzt Juristischer Chefberater im Ministerium für Außenhandel sowie daraufhin von 1977 bis 1980 Wissenschaftlicher Mitarbeiter am Institut für Weltwirtschaft. In dieser Zeit absolvierte er zudem 1979 einen postgraduales Studium im Fach Seerecht. Danach war er zwischen 1980 und 1987 Assoziierter Professor an der Akademie für Sozial- und Politikwissenschaften (Academia de Stiinte Sociale si Politice) „Ștefan Gheorghiu“ sowie an der Wirtschaftsakademie Bukarest ASE (Academia de Studii Economice din București). Zeitweise war er von 1985 bis 1989 zudem als Berater des Legislativrates (Consiliul Legislativ) tätig.
Nach der Rumänischen Revolution vom 16. bis zum 27. Dezember 1989 war Babiuc zwischen März und Juni 1990 als Experte der Verfassungskommission des Provisorischen Rates der Nationalen Union CPUN (Consiliul Provizoriu de Uniune Națională) tätig. Am 18. Juni 1990 wurde er im Wahlkreis Nr. 41 București für die Front zur Nationalen Rettung FSN (Frontul Salvării Naționale) erstmals Mitglied der Abgeordnetenkammer (Camera Deputaților). Er legte sein Mandat am 31. Juli 1990 nieder, nachdem er am 28. Juni 1990 als Justizminister (Ministru de Justiţie) in das Kabinett Roman II berufen wurde. Dieses Ministeramt bekleidete er vom 30. April 1991 bis zum 16. Oktober 1991 auch im Kabinett Roman III. Im darauf folgenden Kabinett Stolojan übte er zwischen dem 17. Oktober 1991 und dem 19. November 1992 das Amt als Innenminister (Ministru de Interne) aus.

### Verteidigungsminister
1992 wurde Victor Babiuc nunmehr für die Demokratische Partei PD (Partidul Democrat)im Wahlkreis Nr. 41 București erneut zum Mitglied der Abgeordnetenkammer gewählt. Während der Legislaturperiode war er zunächst bis November 1992 Mitglied des Ausschusses für Verteidigung, öffentliche Ordnung und nationale Sicherheit sowie im Anschluss zwischen November 1992 und 1996 Vorsitzender des Ausschusses zur Untersuchung von Missbrauch, Korruption und Petitionen. Daneben übernahm er 1992 eine Professur für Internationales Handelsrecht an der Universität Bukarest und wurde 1993 zudem Präsident des Handelsschiedsgerichts der Industrie- und Handelskammer. 1995 wurde er des Weiteren Vizepräsident der Partidul Democrat. 1996 wurde er für die PD im Wahlkreis Nr. 8 Braşov wiederum zum Mitglied der Abgeordnetenkammer gewählt und gehörte als Mitglied dem Ausschuss zur Untersuchung von Missbrauch, Korruption und Petitionen an. Am 12. Dezember 1996 übernahm er im Kabinett Ciorbea das Amt des Ministers für Nationale Verteidigung (Ministrul Apărării Naţionale) und bekleidete dieses bis zu seinem Rücktritt am 29. Januar 1998, woraufhin Constantin Dudu Ionescu am 11. Februar 1998 seine Nachfolge antrat. Am 29. Dezember 1997 wurde er zudem Staatsminister (Ministru de stat).
Am 17. April 1998 wurde Babiuc als Staatsminister und Verteidigungsminister in das Kabinett Vasile berufen und gehörte diesem bis zum Ende der Amtszeit des Kabinetts am 22. Dezember 1999 an. Den Posten des Ministers für Nationale Verteidigung bekleidete er vom 22. Dezember 1999 bis zu seinem Rücktritt am 13. März 2000 auch im Kabinett Isărescu, woraufhin Sorin Frunzăverde seine Nachfolge antrat. Er war ferner zwischen April und September 1998 Mitglied des Ausschusses für Kultur, Kunst und Massenmedien, von September 1998 bis April 2000 wieder Mitglied des Ausschusses zur Untersuchung von Missbrauch, Korruption und Petitionen sowie zuletzt seit April 2000 wieder Mitglied des Ausschusses für Verteidigung, öffentliche Ordnung und nationale Sicherheit. Nachdem er im Februar 2000 aus der Partidul Democrat ausgetreten war, schloss er sich im Mai 2000 der Nationalliberalen Partei PNL (Partidul Național Liberal) an.

### Parteiwechsel und Anklage wegen Korruption
2000 wurde Victor Babiuc für die Partidul Național Liberal im Wahlkreis Nr. 8 Braşov erneut zum Mitglied der Abgeordnetenkammer gewählt und gehörte dieser bis zum 28. November 2004 an. Er war in dieser Legislaturperiode seit April 2000 weiterhin Mitglied des Ausschusses für Verteidigung, öffentliche Ordnung und nationale Sicherheit sowie zusätzlich auch Mitglied des Ausschusses für Menschenrechte, Kulte und die Probleme der nationalen Minderheiten. Im April 2002 trat er aus der Nationalliberalen Partei PNL aus und blieb zunächst als Parteiloser Mitglied der Abgeordnetenkammer, ehe er sich im Februar 2003 wieder der Demokratischen Partei PD anschloss.
2008 eröffneten Staatsanwälte der Nationalen Direktion für Korruptionsbekämpfung DNA (Direcția Națională Anticorupție) ein Strafverfahren gegen Babiuc, in dem sie ihn wegen Bestechung und Amtsmissbrauchs für einen Verkauf von Grundstücken des Verteidigungsministeriums weit unter dem Marktpreis an den Geschäftsmann George „Gigi“ Becali in Pipera, einem Ortsteil im Bukarester Sektor 1, im Jahr 1999 angeklagt hatten. Im Mai 2013 verurteilte der Oberste Gerichts- und Kassationshof (Înalta Curte de Casație și Justiție) Babiuc, Becali und Generalmajor Dumitru Cioflină in dem Fall, wobei Babiuc zu zwei Jahren Haft im Rahova-Gefängnis mit maximaler Sicherheit verurteilt wurde. Nach einem Gerichtsurteil wurde er im Februar 2014 freigelassen.
Babiuc war verheiratet und Vater eines Kindes.
Er starb am 25. Februar 2023 im Alter von 84 Jahren.